# Antônio Rodrigues de Medeiros
Antônio Rodrigues de Medeiros (São Paulo, 1651) foi um sertanista brasileiro. Era filho do reinol Diogo Rodrigues e de Inês de Góis. Tinha alcunha de Tripuí, que ficou sendo o nome do arraial primitivo onde assentara entre 1695-1696.
Segundo conta Silva Leme, no volume VIII de sua «Genealogia Paulistana», página 245, estava ainda vivo em 20 de junho de 1721, residindo na vila de Piratininga, casado com Joana Barbosa Maciel, filha de Domingos Barbosa Calheiros.